# شمشادسرا
شِمشادسرا روستایی است در استان گیلان در شمال ایران.

## در قدیم
شمشادسرا در فرهنگ جغرافیایی ایران ج ۲:
دهی است از بخش رحیم آباد در شهرستان رودسر. سکنه آن ۹۵ تن. آب آن از چشمه سار. محصول عمده آنجا پشم و لبنیات. اهالی عموماً در تابستان به ییلاق می‌روند.